# MyDefrag
MyDefrag — бесплатная программа для дефрагментации жёсткого диска под Windows. Является логическим продолжением программы JkDefrag, но имеет другой интерфейс и не распространяется с открытыми исходными кодами.

## Особенности
Кроме непосредственного назначения — дефрагментации — программа умеет оптимизировать файлы на жестком диске. Для этого она включает в себя стандартные скрипты:
System Disk (Daily, Weekly, Monthly) — эти скрипты созданы специально для системных дисков. Они располагают MFT и папки на 30%-й отметке диска и создают зоны от начала диска с разбитием для файлов, используемых при загрузке, используемых большинством программ, обычными файлами и редко используемыми файлами с промежутками между каждой из зон. Скрипты отличаются по скорости выполнения и соответственно, по качеству дефрагментации и оптимизации. Самый быстрый и самый простой из этих скриптов — Daily (ежедневный), самый долгий и лучший — Monthly.
Data Disk (Daily, Weekly, Monthly) — эти скрипты созданы специально для дисков с данными. Они располагают MFT и папки в начале диска, затем — свободное пространство для временных файлов и все остальные файлы.